# Hoplitis mongolica
Hoplitis mongolica is een vliesvleugelig insect uit de familie Megachilidae. De wetenschappelijke naam van de soort is voor het eerst geldig gepubliceerd in 1990 door Wu.